# Juin 1785

## Événements

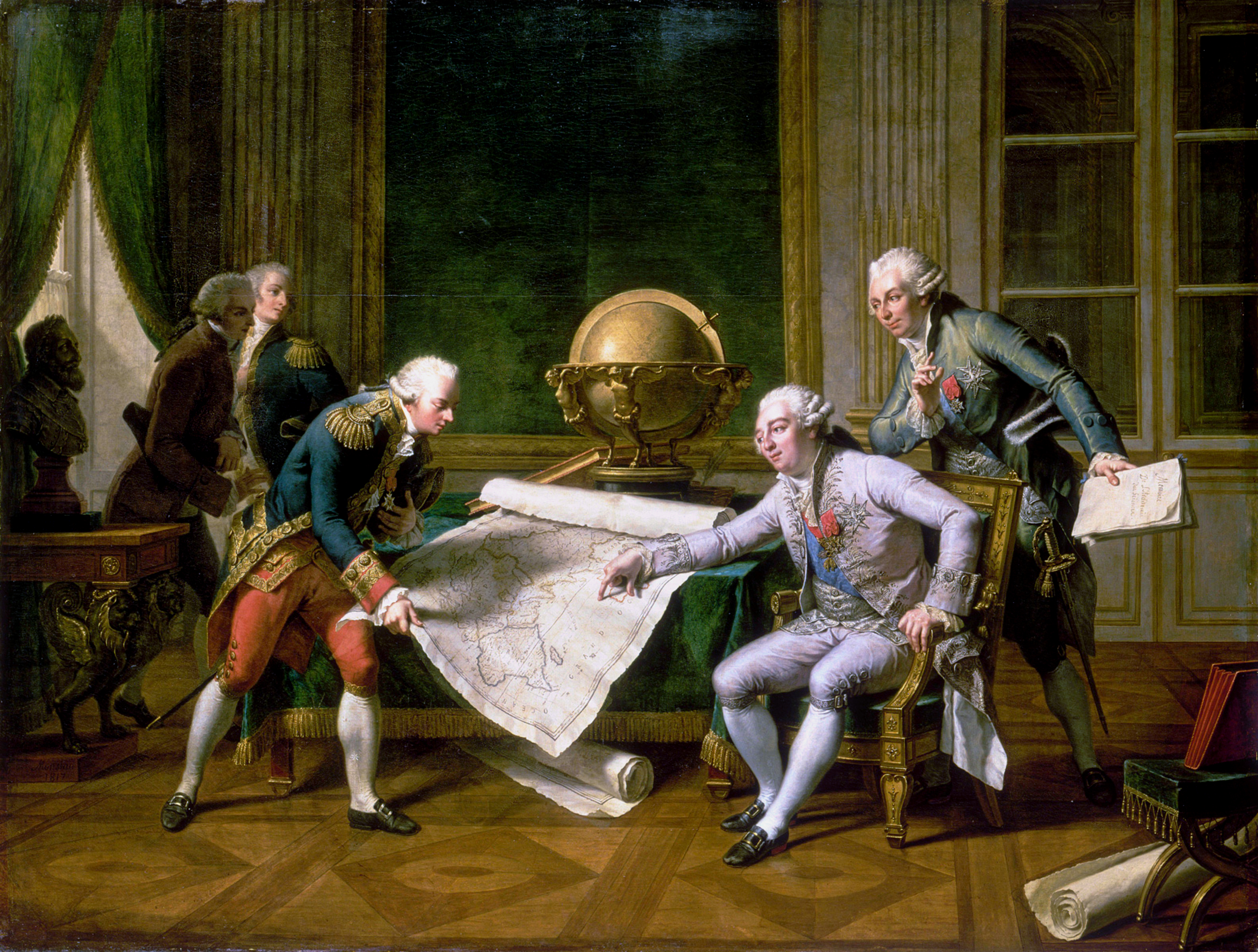
Louis XVI donnant des instructions à La Pérouse, le 29 juin 1785, toile de Nicolas-André Monsiau.

- Provinces-Unies : révolte des patriotes, rassemblés à Utrecht. Les corps francs concluent « L’Acte d’association » en pour réclamer une vraie constitution républicaine et l’élargissement du droit de suffrage[1]. Les Régents tentent de résister à la montée de la démocratie, et font même des avances à Guillaume V d'Orange-Nassau, ce qui radicalise le mouvement révolutionnaire. Les patriotes s’organisent militairement quand le stathouder fait disperser les manifestations en décembre.

- 3 juin, France : réorganisation de la Compagnie des Indes.

## Décès

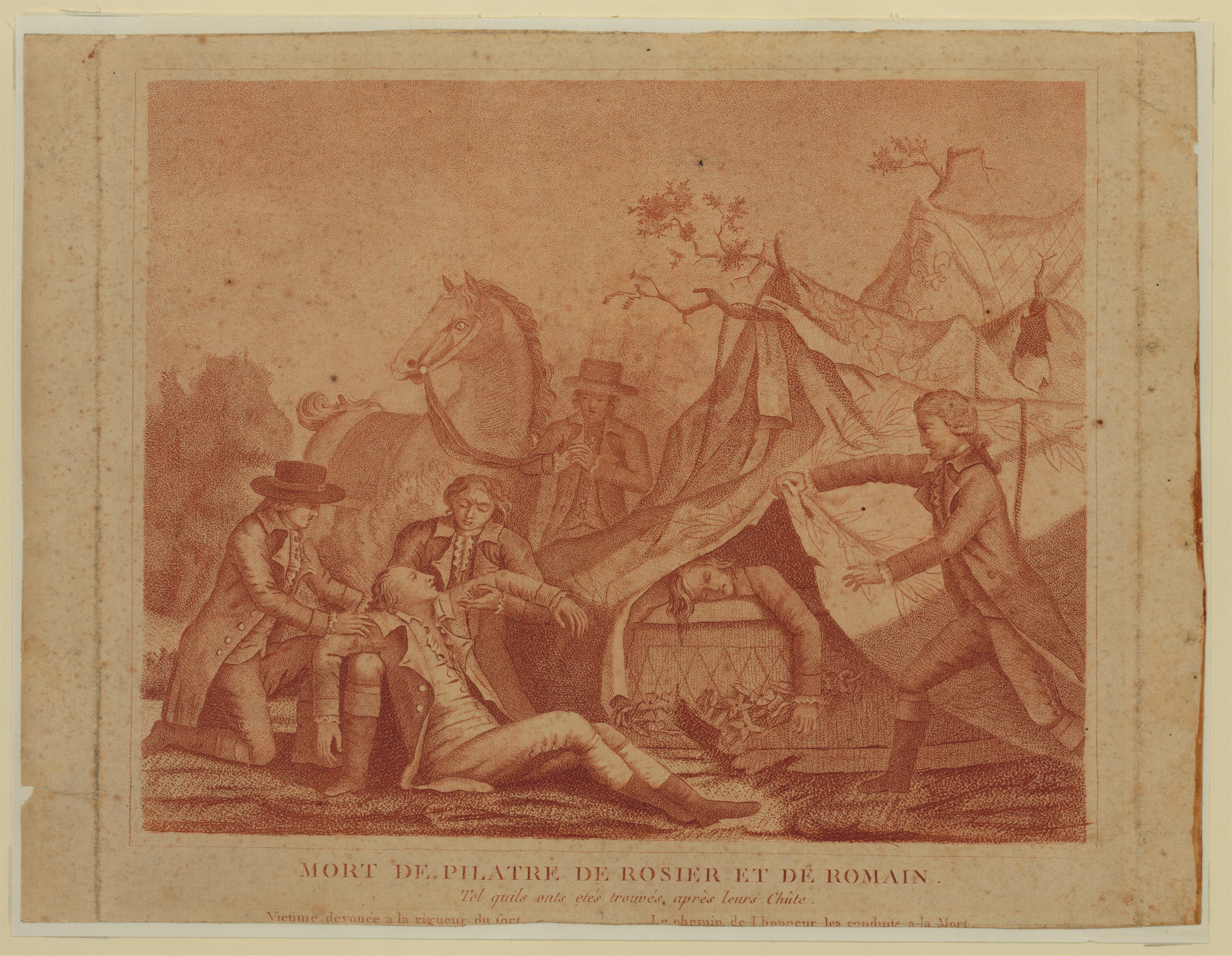
15 juin : mort de Jean-François Pilâtre de Rozier

- 15 juin : Jean-François Pilâtre de Rozier, aérostier français.